# Rapa blava

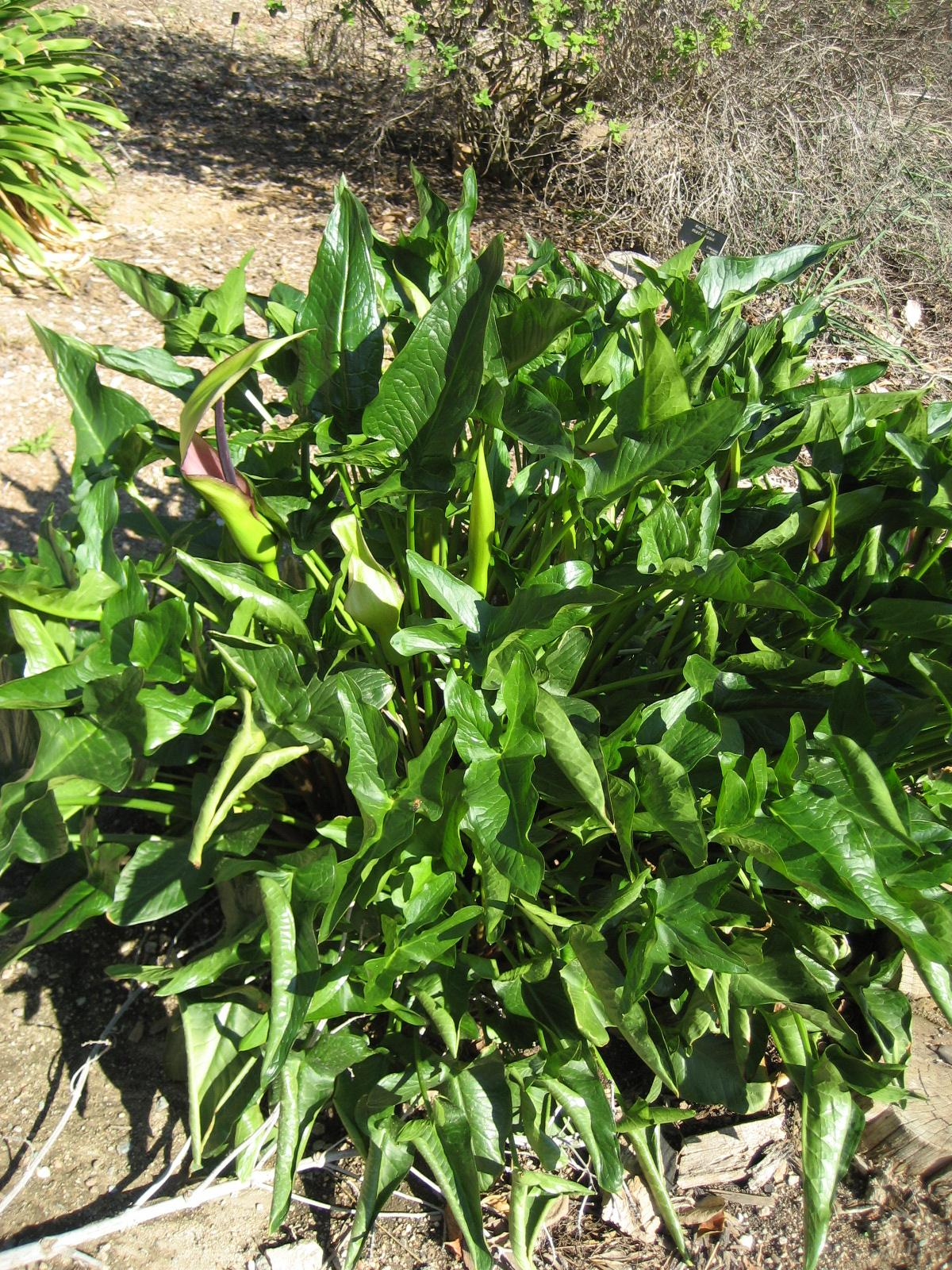
Vista general

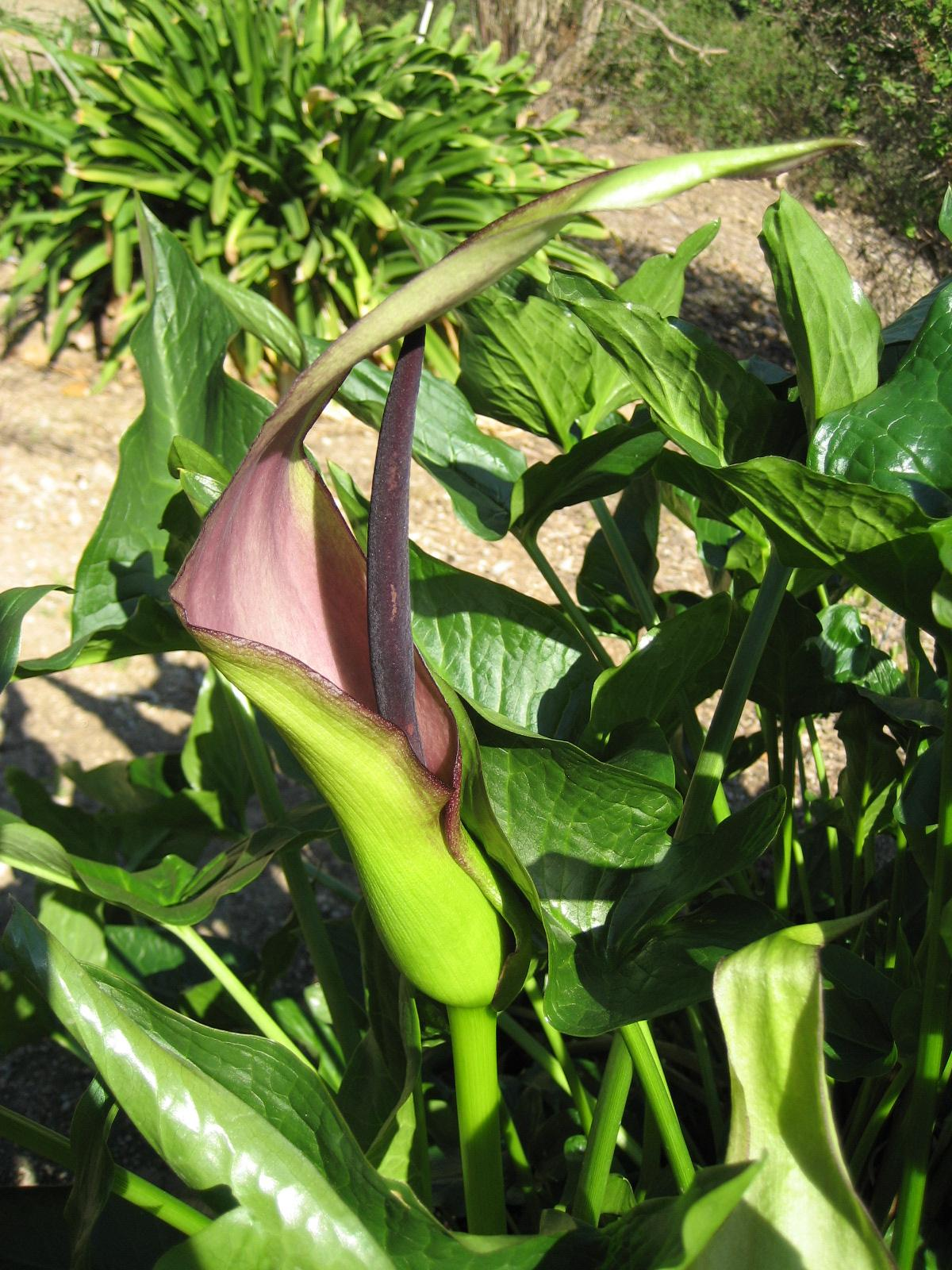
Flor

La rapa blava, o rarament també sarriassa (nom que també s'aplica a una altra espècie del mateix gènere, Arum italicum), o fins i tot cugot (que s'usa per diverses plantes), és l'espècie de plantes amb flor Arum pictum, del gènere Arum de la família de les aràcies. És endèmica de les Balears  Arxivat 2010-05-28 a Wayback Machine., Còrsega, Sardenya  Arxivat 2012-11-01 a Wayback Machine. i de les illes de la mar Tirrena.

## Morfologia
Herba perenne, normalment de 25 cm d'alt (però que pot assolir els 50 cm), amb grans fulles ovals, agudes i cordades a la base, de color verd-blavós amb un fi viu vermell, i venes blanquinoses (que la diferencien del similar A.italicum). Fa inflorescències en espàdix, amb l'eix purpuri fosc embolcallat per una espata en forma de paperina de color púrpura-violaci (d'ací el nom específic, pictum). Creix en màquies i en zones sorrenques o pedregoses. A diferència de les altres espècies d'Arum, floreix a la tardor .